# Metkovski kotar
Metkovski kotar utemeljen je 1. studenog 1880. godine i bio je jedan od kotareva u austrijskoj carskoj pokrajini Dalmaciji.
Upravno-administrativnom podjelom Dalmacije 1868. Donja Neretva pripala je Makarskom kotaru do 1. studenog 1880., kada je osnovan Metkovski kotar u čijem su sastavu bile općine Metković i Opuzen.
Godine 1900. je u Metkovskome kotaru na površini od 384 km2 živjelo 14 160 stanovnika.
Status kotarskog središta Metković je zadržao neprekidno do 1956. godine, kada su u SFRJ ukinuti kotarevi.